# Szervita templom (Eger)

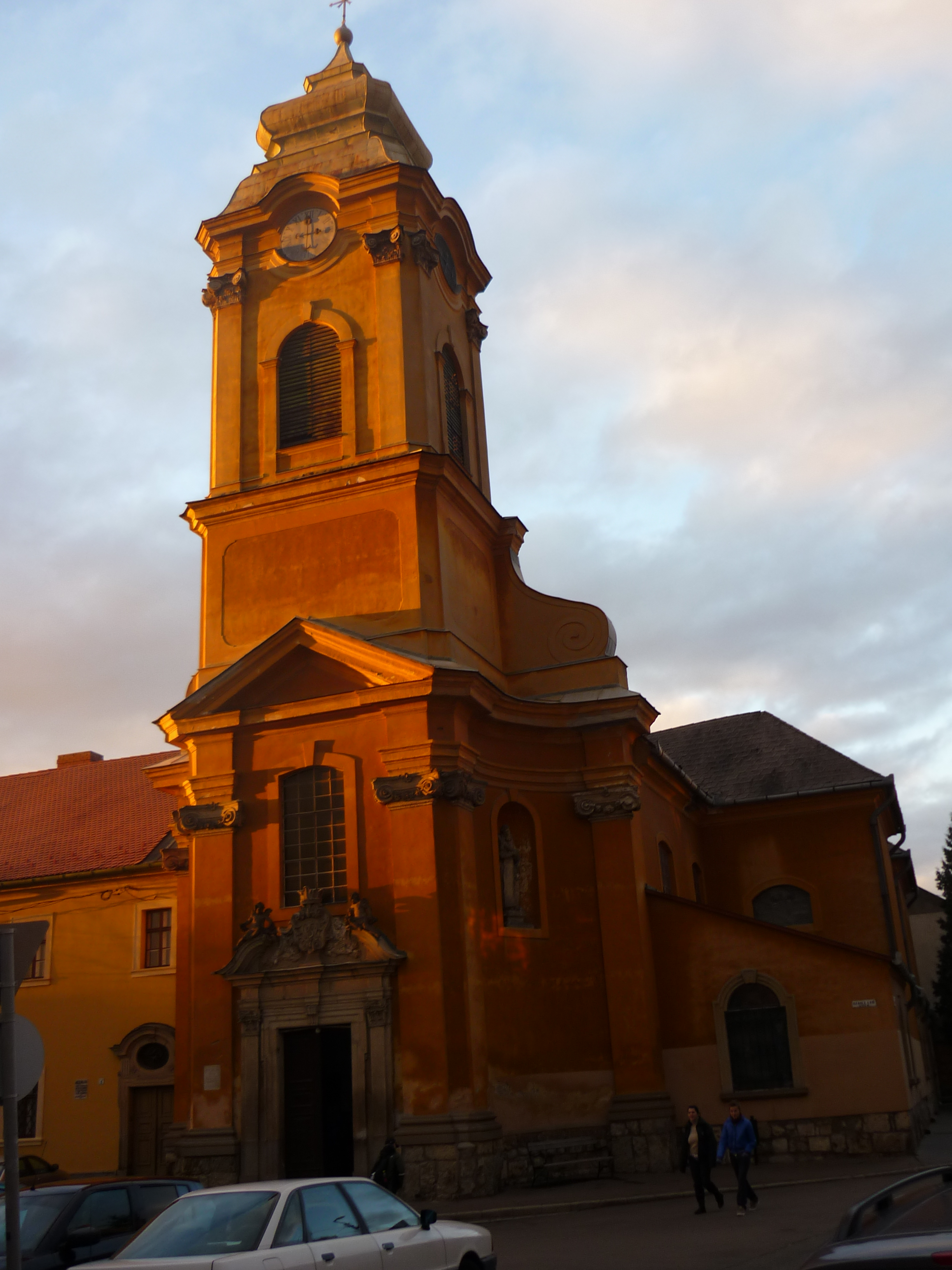
A szervita templom

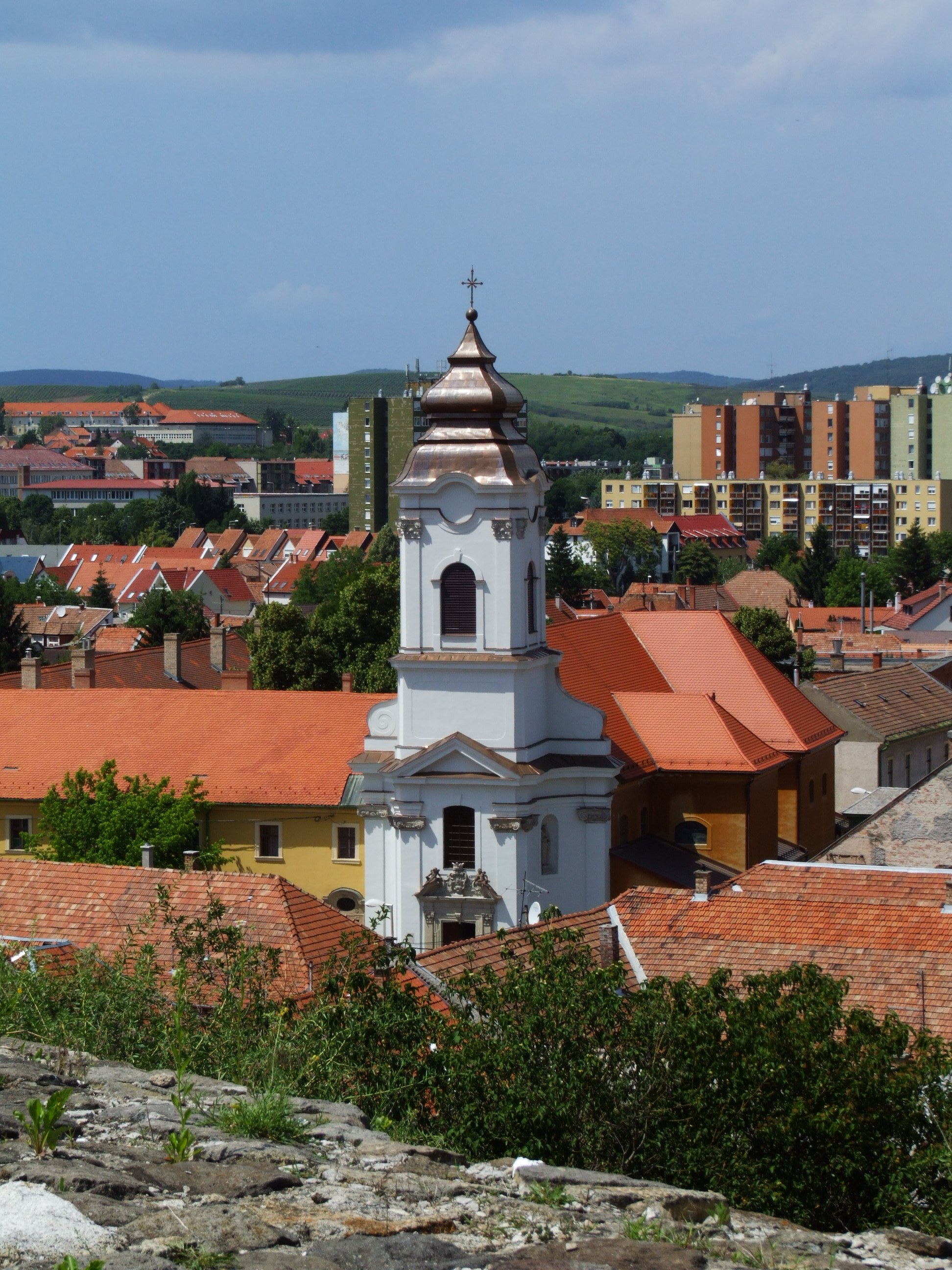
A szervita templom

Az egri szervita templom (teljes nevén: Szervita Szent János apostol és Fájdalmas Anya templom) a Szaicz Leó u. 7. alatt áll.

## Története
A rend ausztriai tartományából érkezett szerviták a török kiűzése után telepedtek meg Egerben. Felújították a máriás búcsújárást is, a rend szellemiségének megfelelően a Fájdalmas Anya tiszteletére.
A templomot a 18. században, barokk stílusban építették: az épületet 1728–1732 között, a tornyot 1754-ben. Építéséhez felhasználták egy török mecset és iskola falainak anyagát. A rendházat 1780 körül fejezték be. Legutóbb 1977-ben és 2012-ben újították fel.

## Az épület
Műemlék. Törzsszáma: 2026, és KÖH azonosító száma 5565.
A barokk főoltár 18. századi. A főoltárkép Balkay Pál egri festőművész munkája, a rendház refektóriumát Kracker János Lukács két freskója díszíti. Szent Peregrinus képe Hutter János Lukács egri festőművész munkája.

## Működése
A Serves Mariea (Mária szolgálói) rend nyolc egykori rendháza és temploma közül az egri az egyik.
Ma is nevezetes búcsújáró hely. A búcsú idején a templom körüli utcákban kirakodóvásárt tartanak. Ezen a 20. század közepéig viasz fogadalmi tárgyakat is árultak, hogy azokat a zarándokok betegségük gyógyulásáért felajánlhassák Máriának. Ezek helyi neve „tetem” volt.
A nyitvatartási időben egész évben bejelentés nélkül, ingyen látogatható. Részben akadálymentesített.